# Apostolos Souglakos
Apostolos Souglakos, född 1950, död 5 september 2006, var en grekisk skådespelare.

## Roller (i urval)
- 2003 – Epistrofi Ton Katharmaton
- 2000 – Mavro Gala